# Kraunhia chinensis
Kraunhia chinensis là một loài thực vật có hoa trong họ Đậu. Loài này được (Sweet) Greene mô tả khoa học đầu tiên năm 1891.